# Cantonul Lyon-II
Cantonul Lyon-II este un canton din arondismentul Lyon, departamentul Rhône, regiunea Rhône-Alpes, Franța.